# Boršice
Boršice (magyar neve: Bors, németül: Borschitz) település Csehországban, Uherské Hradiště-i járásban. Boršice Polešovice, Nedakonice, Zlechov, Kostelany nad Moravou, Stříbrnice, Tučapy és Buchlovice településekkel határos. Lakosainak száma 2209 fő (2024. január 1.).

## Népesség
A település lakosságának változását az alábbi diagram mutatja:
| Lakosok száma | 1379 | 1428 | 1671 | 1755 | 2266 | 2283 | 2154 | 2162 | 2149 | 2209 |
|               | 1869 | 1890 | 1921 | 1950 | 1980 | 2001 | 2017 | 2019 | 2022 | 2024 |